# رسائل عيد الميلاد
نُشّرت رسائل عيد الميلاد عام 1998. وهي مجموعة شعرية كتبها الشاعر الإنجليزي وأديب الأطفال تيد هيوز. صدرت هذه المجموعة قبل أشهر فقط من وفاة هيوز، وفازت المجموعة بالعديد من الجوائز الأدبية المرموقة. وتعد المجموعة التي تضم ثمانية وثمانين قصيدة شعرية لهيوز بمثابة ردة الفعل الأوضح على انتحار زوجته سيلفيا بلاث عام 1963.

## خلفية
نُشِرَ هذا الكتاب بعد 35 عامًا من انتحار بلاث. لم يقل هيوز ولم ينشر أي شيء يذكر عن علاقته وحياته مع بلاث قبل ذلك. عندما اُكتُشِفَ أن لديه خيانات زوجية بينما كان ما زال مرتبطًا ببلاث، وبأنه دمر بعض أعمالها بعد موتها، صوره بعضهم على أنه وحش وبأن بلاث هي الضحية. وفي إحدى الحالات جرى إزالة اسم هيوز عن شاهد قبر بلاث في يوركشاير.
و يدور الجدل حول «تيد هيوز» حول دوره المحتمل في حادثة انتحار بلاث ومحاولاته اللاحقة للسيطرة على إنتاجها الشعري المكتمل. وقد أدى هذا الجدل إلى ازدياد الاهتمام الأدبي ببلاث وهيوز؛ وبالتالي بأعمالهم الشعرية. وقد تناولت قصائد مثل البدلة الزرقاء [الإنجليزية] علاقتهما، وكثير منها موجه بصوره مباشرة إلى بلاث نفسها.

## ردود الفعل على أعمالها
بعد وفاتها في عام 1963، تحققت رغبة بلاث بترك إرث أدبي ذي مغزى عندما رُحِبَ بمجموعتها الشعرية أرييل ووروايتها التي تشبه السيرة الذاتية الناقوس الزجاجي باعتبارها روائع من الأدب النسوي الحديث؛ مما جعلها أيقونة للمناصرين للمرأة في السبعينيات من القرن العشرين. تظهر رغبة هيوز الواضحة في الخلاص في (مجموعته الشعرية التي تتناول سيرته الذاتية)، وبالنسبة لردود الفعل الأدبية فقد لاقى نشر هذه المجموعة استحسانًا واهتمامًا. إذ لم يكن معروفًا في ذلك الوقت أن هيوز كان يعاني من مرض عضال؛ قد يكون هو السبب وراء هذا الإصدار غير المتوقع.
تصدرت (رسائل عيد الميلاد) لهيوز قوائم أفضل الكتب مبيعًا على الفور؛ ويرجع سبب ذلك إلى الافتتان العام بالغموض المستمر المحيط بحياة هاتين الشخصيتين. وخلال فترة وجيزة من الزمن نالت المجموعة جائزة فوروورد للشعر وجائزة تي إس أليوت للشعر، وجائزة الشعر، وجائزة كتاب العام الأفضل المقدمتين من شركة وايتبرد البريطانية.